# Richard Francis Reidy

Bischofswappen von Richard Francis Reidy mit Wahlspruch Ut cognoscant te – „Damit sie dich erkennen“ (Johannes 17,3 EU)

Richard Francis Reidy (* 30. Mai 1958 in Worcester, Massachusetts) ist ein US-amerikanischer römisch-katholischer Geistlicher und Bischof von Norwich.

## Leben
Richard Francis Reidy erlangte 1980 am College of the Holy Cross in Worcester einen Bachelor im Fach Politikwissenschaft. Ein folgendes Studium der Rechtswissenschaften an der Boston College Law School schloss er 1983 mit dem Juris Doctor ab. Anschließend arbeitete er als Rechtsanwalt in der Kanzlei Mirick, O’Connell, DeMallie and Lougee in Worcester. Später studierte Reidy Philosophie und Katholische Theologie am Priesterseminar Saint Mary in Baltimore (1990–1991) und an der Päpstlichen Universität Gregoriana in Rom (1991–1993), an der er ein Baccalaureato im Fach Katholische Theologie erwarb. Nach weiterführenden Studien erlangte er 1994 an der Päpstlichen Universität Heiliger Thomas von Aquin ein Lizenziat im Fach Spiritualität. Während seiner Studienzeit in Rom war Reidy Alumnus des Päpstlichen Nordamerika-Kollegs. Am 25. Juni 1994 empfing er in der Kathedrale Saint Paul in Worcester durch den Bischof von Worcester, Timothy Joseph Harrington, das Sakrament der Priesterweihe für das Bistum Worcester.
Nach der Priesterweihe war Reidy zunächst als Pfarrvikar der Pfarrei Saint Peter in Worcester tätig, bevor er 1995 Rektor der Kathedrale Saint Paul in Worcester wurde. 2008 setzte er seine Studien an der Katholischen Universität von Amerika in Washington, D.C. fort und erwarb 2010 mit der Arbeit The grave defect of discretion of judgment necessary to establish the invalidity of marriage under canon 1095, 2° („Der schwerwiegende Mangel an Urteilsvermögen, der erforderlich ist, um die Ungültigkeit der Ehe gemäß can. 1095, n. 2 zu begründen“) ein Lizenziat im Fach Kanonisches Recht. Anschließend wirkte er als Pfarrer der Pfarrei Saint Ann in North Oxford und als Pfarradministrator mehrerer Pfarreien. Ab 2013 fungierte Reidy als Moderator der Kurie und als Generalvikar des Bistums Worcester. Zudem war er bereits ab 2010 Ehebandverteidiger am diözesanen Kirchengericht des Bistums. Darüber hinaus gehörte er den Vorständen des Mohegan Council der Boy Scouts, der Worcester County Food Bank, des Visitation House in Worcester, des Anna Maria College in Paxton, des Saint Vincent Hospital in Worcester und der All Saints Academy in Webster an. Papst Franziskus verlieh ihm am 31. August 2023 den Ehrentitel Päpstlicher Ehrenkaplan.
Am 12. Februar 2025 ernannte ihn Papst Franziskus zum Bischof von Norwich. Der Erzbischof von Hartford, Christopher Coyne, spendete ihm am 29. April desselben Jahres in der Kathedrale Saint Patrick in Norwich die Bischofsweihe; Mitkonsekratoren waren der Bischof von Worcester, Robert Joseph McManus, und der Bischof von Portland, James Ruggieri. Sein Wahlspruch Ut cognoscant te („Damit sie dich erkennen“) stammt aus Joh 17,3 .